# Aleksander Nawrocki
Aleksander Nawrocki (n. 15 septembrie 1940, Bartniki⁠(d), Przasnysz County⁠(d), Mazovia, Polonia – d. 1 mai 2022, Varșovia, Polonia) a fost un poet, critic literar, eseist și traducător polonez.
A studiat filologia polonă, maghiară și etnografia la Universitatea din Varșovia.
A făcut traduceri din literatura: rusă, bulgară, ucraineană, sârbă, maghiară, finlandeză, engleză, franceză.
A participat la numeroase festivaluri literare internaționale: Struga (Macedonia), Varna (Bulgaria), Belgrad (Serbia), Izmir (Turcia), Cairo (Egipt), Tver (Rusia), Kiev (Ucraina), Riga (Letonia), Vilnius (Lituania), Londra (Marea Britanie). Laureat a 10 premii literare internaționale.

## Volume de versuri
- Rdzawe owoce (1966)
- Obecność (1969)
- Niebo cwałuje boso (1978)
- Rokitne szczęście (1983)
- Głogi (1984)
- Za wczesny śnieg (1986)
- Widły śmiechu (1987)
- Dla zakochanych (1992)
- Dedykacje (2009)
- Codziennik z kobietami w tle (2010)